# Birgitta Ländin
Birgitta Ländin, född 1958, är en svensk journalist. Hon producerade under många år programmet Efter 3 i Sveriges Radio, när Olle Stenholm var dess programledare. Hon fick 2004 uppdraget att som första projektledare starta kanalen SR Minnen. Hon blev svensk mästare i Scrabble 2002. Ländin är gift med journalisten Lennart Lundquist.
Birgitta Ländin var politisk reporter på nyhetsbyråer och tidningar på 80-talet och 1987–1992 frilans med flyktingfrågor som specialitet. På 2000-talet har hon kommit att specialisera sig på arbetslivsfrågor.
Hon är också utbildad svampkonsulent.